# Comedy Central (Polska)
Comedy Central Polska – telewizyjny kanał komediowy. Jest obecny w Polsce od 19 października 2006 roku. Comedy Central Polska był czwartym z kolei lokalnym oddziałem MTV Networks w Polsce i pierwszym oddziałem Comedy Central poza Stanami Zjednoczonymi. W Polsce był również emitowany kanał Comedy Central Family, obecny jest także kanał Polsat Comedy Central Extra. 31 października 2014 roku uruchomiono kanał w jakości HD.

## Historia
Pierwotnie emitowane były jedynie produkcje amerykańskie. Od kwietnia 2007 roku kanał zawiera także polskie produkcje satyryczne oraz więcej nowości serialowych i programów rozrywkowych. W Polsce stacja dostępna jest w ofercie wybranych telewizji kablowych (np. UPC Polska, Multimedia Polska, Netia, Sat Film) i na platformie cyfrowej (Canal+, Cyfrowego Polsatu) oraz w ofercie Orange TV. Od 19 marca 2017 roku stacja na platformach satelitarnych jest dostępna tylko w jakości HD. Wersję SD nadal mają użytkownicy sieci kablowych.
W styczniu 2012 roku nadawca zapowiedział przejście na format 16:9, które miało mieć miejsce w maju. Ostatecznie stacja zmieniła format obrazu, wraz z siostrzanym Comedy Central Family na 16:9 12 czerwca 2012 roku. Starsze programy, których nadawca nie posiada w formacie 16:9, są ucinane z góry i dołu tak, by nie uciąć napisów w programach.